# Eureka (Caroline du Nord)
Pour les articles homonymes, voir Eurêka (homonymie).
Eureka est une ville située dans le comté de Wayne, dans l’État de Caroline du Nord, aux États-Unis. Sa population s’élevait à 197 habitants lors du recensement de 2010, estimée à 198 habitants en 2016.

## Démographie
| 1900 | 1910 | 1920 | 1930 | 1940 | 1950 |
| ---- | ---- | ---- | ---- | ---- | ---- |
| 123  | 162  | 187  | 198  | 194  | 192  |

| 1960 | 1970 | 1980 | 1990 | 2000 | 2010 |
| ---- | ---- | ---- | ---- | ---- | ---- |
| 246  | 263  | 303  | 282  | 244  | 197  |

## Source de la traduction
- (en) Cet article est partiellement ou en totalité issu de l’article de Wikipédia en anglais intitulé « Eureka, North Carolina » (voir la liste des auteurs).